# Anaxipha maculifemur
Anaxipha maculifemur är en insektsart som beskrevs av Lucien Chopard 1926. Anaxipha maculifemur ingår i släktet Anaxipha och familjen syrsor. Inga underarter finns listade i Catalogue of Life.